# German Football League 2 2020
Die Saison 2020 der German Football League 2 war geplant als die 39. Saison der GFL2, der zweithöchsten Spielklasse des American Football in Deutschland, fiel jedoch der COVID-19-Pandemie wegen komplett aus.
Ursprünglich sollte der erste Spieltag der Saison am 2./3. Mai ausgetragen werden. Aufgrund der COVID-19-Pandemie wurde der Saisonbeginn vom American Football Verband Deutschland (AFVD) am 17. März zunächst auf das Pfingstwochenende (30./31. Mai) verlegt und die Sommerpause während der Fußball-Europameisterschaft gestrichen. Am 16. April wurde vom AFVD bekannt gegeben, dass auch dieser Starttermin „kaum haltbar sein“ wird ohne jedoch konkreter zu werden. Am 31. Juli 2020 wurde eine Saisonaustragung mit der Teilnahme von acht Teams beschlossen, die jedoch schlussendlich nicht stattfand.

## Ligaaufteilung
| GFL2 Nord              | GFL2 Nord    | GFL2 Süd               | GFL2 Süd    |
| ---------------------- | ------------ | ---------------------- | ----------- |
| Team                   | Vorjahr      | Team                   | Vorjahr     |
| Assindia Cardinals (N) | 1. RL West   | Biberach Beavers       | 4. GFL2 Süd |
| Berlin Adler (N)       | 1. RL Ost    | Darmstadt Diamonds     | 6. GFL2 Süd |
| Düsseldorf Panther (A) | 8. GFL Nord  | Frankfurt Pirates (N)  | 1. RL Mitte |
| Hamburg Huskies        | 6. GFL2 Nord | Fursty Razorbacks (N)  | 1. RL Süd   |
| Langenfeld Longhorns   | 4. GFL2 Nord | Kirchdorf Wildcats (A) | 8. GFL Süd  |
| Lübeck Cougars         | 2. GFL2 Nord | Saarland Hurricanes    | 2. GFL2 Süd |
| Rostock Griffins       | 3. GFL2 Nord | Straubing Spiders      | 3. GFL2 Süd |
| Solingen Paladins      | 5. GFL2 Nord | Wiesbaden Phantoms     | 5. GFL2 Süd |

- Vorjahr = Platzierung und Liga des Vorjahres
- RL = Regionalliga
- (N) Aufsteiger aus der Regionalliga
- (A) Absteiger aus der GFL

## Saisonverlauf
Aufgrund der COVID-19-Pandemie konnte der ursprünglich geplante Saisonstart im Mai nicht gehalten werden. Nach mitunter ungewissen Verschiebungen, gab der Verband die Entscheidung über das Stattfinden einer Herbstsaison in die Hände der Vereine, die bis zum 24. Juli für eine Herbstsaison melden konnten. Nur 14 der 32 Vereine aus GFL und GFL2 meldeten für eine solche Saison. Mit acht Vereinen waren es in der GFL2 sogar mehr als im Oberhaus, die sich für eine mögliche Herbstsaison aussprachen. In der Gruppe Nord meldeten Assindia Cardinals, Berlin Adler, Düsseldorf Panther, Langenfeld Longhorns und Solingen Paladins. Im Süden waren es Fursty Razorbacks, Saarland Hurricanes und Straubing Spiders. Eine Woche später entschieden sich die acht verbliebenen Vereine – im Gegensatz zu den GFL-Teams – für die Austragung einer Saison mit reduziertem Teilnehmerfeld.

### Gruppe Nord
| Verein               | Stichtag 24. Juli |
| -------------------- | ----------------- |
| Assindia Cardinals   | Zusage            |
| Lübeck Cougars       | Absage            |
| Rostock Griffins     | Absage            |
| Langenfeld Longhorns | Zusage            |
| Solingen Paladins    | Zusage            |
| Hamburg Huskies      | Absage            |
| Berlin Adler         | Zusage            |
| Düsseldorf Panthers  | Zusage            |

In einer Telefonkonferenz am 5. August der verbliebenen fünf Teams aus dem Norden konnte keine Einigung über einen Spielbetrieb erzielt werden. Die vier Teams aus Nordrhein-Westfalen gaben bekannt, dass sie allenfalls innerhalb des eigenen Bundeslandes antreten werden. Als Argument wurde das zu hohe Risiko langer Auswärtsfahrten angeführt. Die Pläne einer „GFL2 NRW“ wurden dann nur wenige Tage später verworfen. Aufgrund steigender Infektionszahlen gab es zu viel Unsicherheit, ob die Corona-Schutzverordnung des Bundeslandes einen Spielbetrieb zulassen würde.

### Gruppe Süd
| Verein              | Stichtag 24. Juli |
| ------------------- | ----------------- |
| Biberach Beavers    | Absage            |
| Darmstadt Diamonds  | Absage            |
| Frankfurt Pirates   | Absage            |
| Fursty Razorbacks   | Zusage            |
| Kirchdorf Wildcats  | Absage            |
| Saarland Hurricanes | Zusage            |
| Straubing Spiders   | Zusage            |
| Wiesbaden Phantoms  | Absage            |

In der Südkonferenz konnte sich die verbliebenen drei Teams dagegen auf eine verkürzte Saison mit Start im September einigen. Das für 19. September angesetzte Spiel der Saarland Hurricanes gegen die Straubing Spiders wurde auf 230 Zuschauer begrenzt. Neun Tage vor dem Spiel gaben die Hurricanes dann bekannt, dass die Straubing Spiders die Teilnahme an der Saison 2020 komplett abgesagt haben.